# Tessa Virtue
Tessa Virtue, född 17 maj 1989 i London, Ontario, Kanada, är en kanadensisk konståkare. Tillsammans med sin partner Scott Moir vann Virtue guldmedalj i isdans vid Olympiska vinterspelen i Vancouver 2010. Vid nästa OS, Olympiska vinterspelen i Sotji 2014  vann de silvermedaljen i isdanstävlingen och i lagtävlingen vann de också silvermedaljen. De blev världsmästare i isdans 2017. Hon och Moir ingick också i det kanadensiska lag som blev olympiska mästare i lagtävlingen vid olympiska vinterspelen 2018.